# Waldaist-Naarn
Waldaist-Naarn ist die Bezeichnung für ein 4158 Hektar großes Europaschutzgebiet in den Bezirken Freistadt und Perg im Mühlviertel in Oberösterreich in den Tälern der Aist und der Naarn.

## Einzugsgebiet
Das von der oberösterreichischen Landesregierung mit Beschlüssen vom 6. Mai bzw. 1. Juli 2002 nominierte FFH-Gebiet umfasst genau bezeichnete, nicht zusammenhängende Flächen in den Gemeinden Allerheiligen im Mühlkreis, Bad Zell, Gutau, Kaltenberg, Liebenau, Pierbach, Pregarten, Rechberg, Sandl, Tragwein, Schönau im Mühlkreis, St. Leonhard bei Freistadt, Unterweißenbach, Weitersfelden und Windhaag bei Perg.
Das Naturschutzgebiet gehört zur Gänze zur oberösterreichischen Raumeinheit Aist-Naarn-Kuppenland und befindet sich in den Tälern der Schwarzen Aist und der Waldaist zwischen Liebenau und Pregarten sowie der Kleinen Naarn und Naarn zwischen Unterweißenbach und Perg. Die Gewässer sind in großen Bereichen weitgehend naturnah erhalten und bieten unter anderem der Flussperlmuschel einen wertvollen Lebensraum.
Im Bereich der Gemeinden Allerheiligen, Bad Zell und Rechberg liegen die geschützten Flächen im Naturpark Mühlviertel.

## Beschreibung

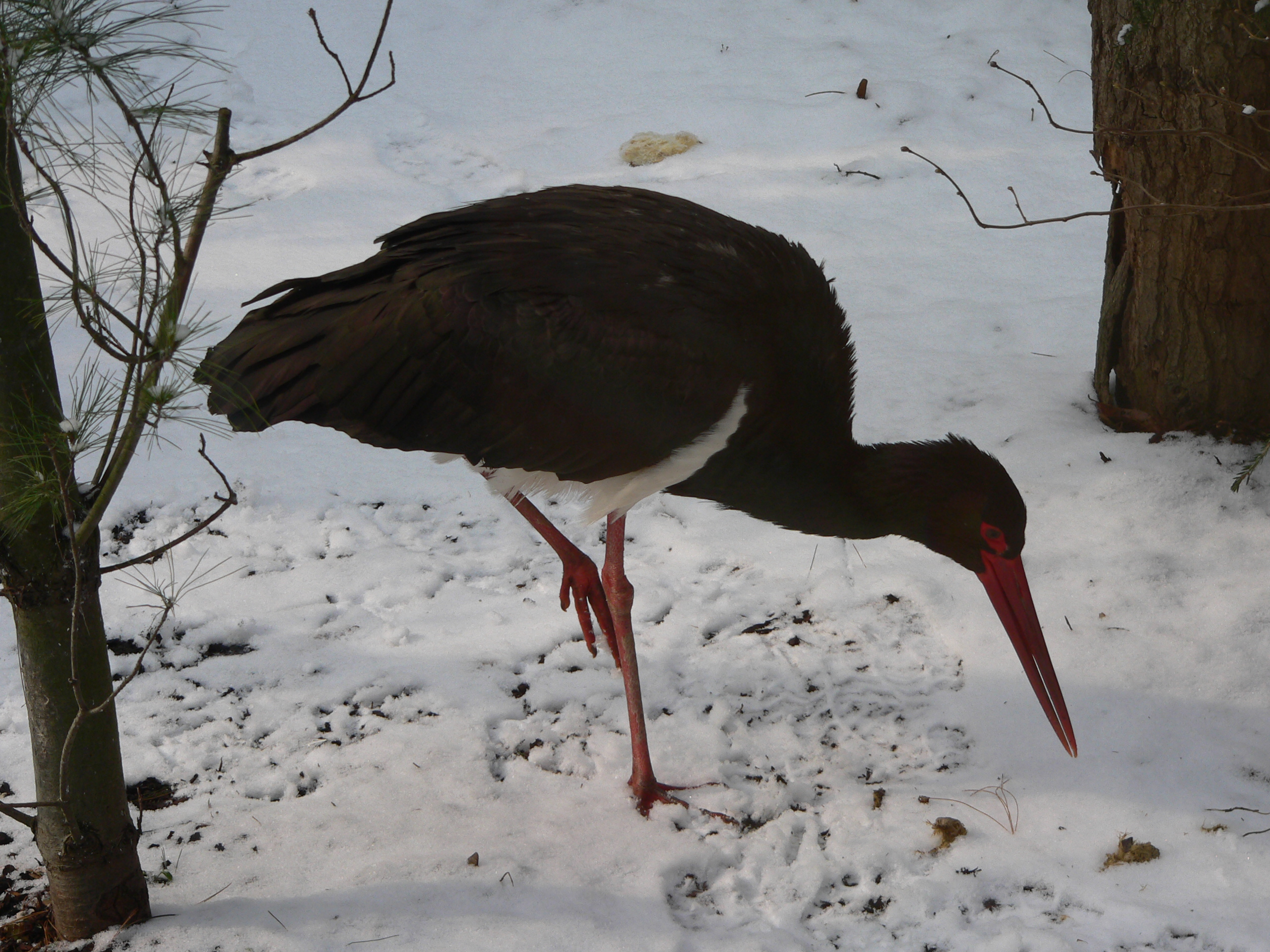
Schwarzstorch

In den Abschnitten mit tief eingeschnittenen Felsschluchten blieben naturnahe Waldtypen erhalten, die dem Uhu und dem Schwarzstorch ungestörte Rückzugsräume bieten. Landschaftsprägend sind allerortens die Silikatfelsen. Aufweitungsstrecken der Gewässer mit kleinteiligen Kulturlandschaften und Wiesentälern sind für Heller Wiesenknopf-Ameisenbläulinge, Dunkler Wiesenknopf-Ameisenbläulinge und Grüne Keiljungfer von Bedeutung.

## Lebensräume und Arten

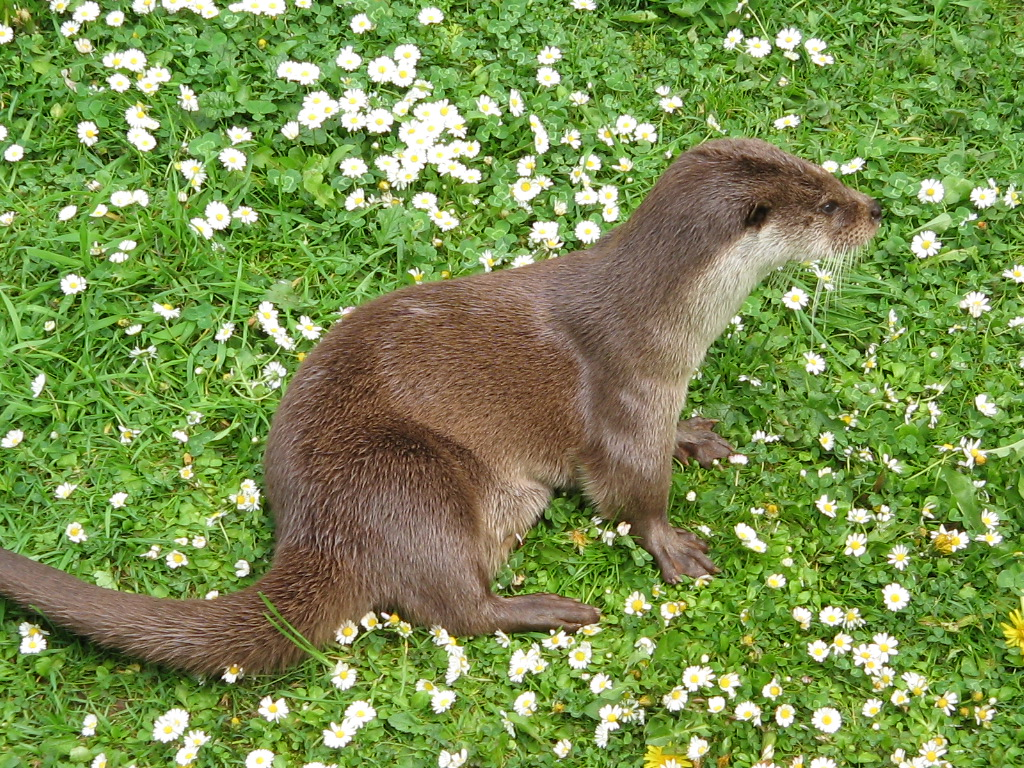
Fischotter

Das Natura 2000 Gebiet hat eine Reihe von schützenswerten Lebensräumen, wie beispielsweise artenreiche montane Borstgrasrasen auf Silikatböden, Hainsimsen-Buchenwälder, Schlucht- und Hangmischwälder, Auenwälder mit Erle und Esche, Flüsse des Flach- und Hügellandes mit Unterwasservegetation, Silikatfelsen mit Felsspaltenvegetation und Fetthennen-Pioniervegetation.
Die angeführten Lebensräume bieten für Fischotter, Flussperlmuschel, Kammmolch, Hellem und Dunklem Ameisenbläuling und Grüner Keiljungfer.

## Wanderwege
Es wurden mehrere Wanderwege ausgeschildert, die zumindest teilweise durch das Naturschutzgebiet führen, darunter der überregionale Wander- und Pilgerweg  Johannesweg sowie zahlreiche lokale Wanderwege.